# Draconarius magniceps
Draconarius magniceps là một loài nhện trong họ Amaurobiidae.
Loài này thuộc chi Draconarius. Draconarius magniceps được Ehrenfried Schenkel-Haas miêu tả năm 1936.